# باميلا بالانتين
باميلا بالانتين (بالإنجليزية: Pamela Ballantine)‏ هي مذيعة ‏ بريطانية، ولدت في 20 أكتوبر 1958 في بلفاست في المملكة المتحدة.